# Championnat de Zambie de football 2019
Navigation
Saison précédente Saison suivante
La saison 2019 du Championnat de Zambie de football est la cinquante-huitième édition de la première division en Zambie. Pour suivre le nouveau calendrier de la CAF et passer d'un championnat de février à novembre à un championnat d'août à mai, le championnat change de format cette saison pour retrouver un format normal en 2020. Les vingt meilleures équipes du pays sont regroupées au sein de deux poules (une au nord et une au sud) où elles s'affrontent deux fois, à domicile et à l'extérieur. En fin de saison, les deux vainqueurs de poule sont qualifiés pour la Ligue des champions de la CAF et les deux deuxièmes pour la Coupe de la confédération. les deux derniers du classement de chaque poule sont relégués et remplacés par les deux premiers de chacune des deux groupes géographiques de Zambian Second Division, la deuxième division zambienne.
Le club de ZESCO United FC, tenant du titre, remporte son huitième titre de champion en s'imposant en finale aux tirs au but, contre Green Eagles FC.

## Les clubs participants
- Kabwe Warriors FC
- Power Dynamos FC
- Circuit City - Promu de Second Division
- Nkwazi FC
- Green Buffaloes FC
- Green Eagles FC
- Nkana FC
- Lusaka Dynamos FC
- Red Arrows FC
- Zanaco FC
- ZESCO United FC
- Lumwana Radiants Football Club
- NAPSA Stars Lusaka
- Nakambala Leopards FC
- Forest Rangers FC
- Kitwe United
- Mufulira Wanderers Football Club - Promu de Second Division
- Maestro United Zambia - Promu de Second Division
- Prison Leopards - Promu de Second Division
- Buildcon Ndola

## Compétition
Le barème de points servant à établir le classement se décompose ainsi :
- Victoire : 3 points
- Match nul : 1 point
- Défaite : 0 point

### Classement

#### Groupe A
| Rang | Équipe                             | Pts  | J  | G  | N  | P  | Bp | Bc | Diff |
| ---- | ---------------------------------- | ---- | -- | -- | -- | -- | -- | -- | ---- |
| 1    | ZESCO United FCT                   | 33   | 18 | 9  | 6  | 3  | 35 | 20 | +15  |
| 2    | Zanaco FC                          | 33   | 18 | 10 | 3  | 5  | 40 | 28 | +12  |
| 3    | Red Arrows FC                      | 33   | 15 | 9  | 6  | 3  | 25 | 15 | +10  |
| 4    | Kabwe Warriors FC                  | 31   | 18 | 7  | 10 | 1  | 22 | 13 | +9   |
| 5    | Lusaka Dynamos FC                  | 28-6 | 18 | 9  | 7  | 2  | 23 | 15 | +8   |
| 6    | Green Buffaloes FC                 | 20   | 18 | 4  | 8  | 6  | 16 | 16 | 0    |
| 7    | Mufulira Wanderers Football Club P | 18   | 18 | 4  | 6  | 8  | 15 | 27 | -12  |
| 8    | Nakambala Leopards FC              | 17   | 18 | 4  | 5  | 9  | 12 | 24 | -12  |
| 9    | Kitwe United                       | 11   | 18 | 2  | 5  | 11 | 14 | 25 | -11  |
| 10   | Prison Leopards P                  | 9    | 18 | 1  | 6  | 11 | 10 | 29 | -19  |

|  | Qualification pour la Ligue des champions de la CAF 2019-2020                        |
|  | Qualification pour la Coupe de la confédération 2019-2020                            |
|  | Relégation directe en Second Division                                                |
|  | T : Tenant du titre C : Vainqueur de la Coupe de Zambie P : Promu de Second Division |

- Lusaka Dynamos FC: 3 points de pénalité demandé par la FIFA pour non paiement d'un joueur[3] puis 3 autres points pour un cas similaire, soit 6 points de pénalité au total.

#### Groupe B
| Rang | Équipe                         | Pts | J  | G  | N | P  | Bp | Bc | Diff |
| ---- | ------------------------------ | --- | -- | -- | - | -- | -- | -- | ---- |
| 1    | Green Eagles FC                | 36  | 18 | 10 | 6 | 2  | 22 | 10 | +12  |
| 2    | Buildcon Ndola                 | 31  | 18 | 8  | 7 | 3  | 21 | 12 | +9   |
| 3    | Nkwazi FC                      | 29  | 15 | 7  | 8 | 3  | 15 | 12 | +3   |
| 4    | Forest Rangers FC              | 26  | 18 | 7  | 5 | 6  | 27 | 24 | +3   |
| 5    | NAPSA Stars Lusaka             | 24  | 18 | 5  | 9 | 4  | 21 | 19 | +2   |
| 6    | Power Dynamos FC               | 24  | 18 | 6  | 6 | 6  | 19 | 20 | -1   |
| 7    | Nkana FC                       | 23  | 18 | 5  | 8 | 3  | 26 | 27 | -1   |
| 8    | Lumwana Radiants Football Club | 16  | 18 | 3  | 7 | 8  | 14 | 19 | -5   |
| 9    | Circuit City P                 | 16  | 18 | 4  | 4 | 10 | 17 | 27 | -10  |
| 10   | Maestro United Zambia P        | 12  | 18 | 2  | 6 | 10 | 8  | 20 | -12  |

|  | Qualification pour la Ligue des champions de la CAF 2019-2020                        |
|  | Qualification pour la Coupe de la confédération 2019-2020                            |
|  | Relégation directe en Second Division                                                |
|  | T : Tenant du titre C : Vainqueur de la Coupe de Zambie P : Promu de Second Division |

### Match pour la troisième place
| 29 juin 2019 | Zanaco FC | 1-3 | Buildcon Ndola | National Heroes Stadium |
| 12h30        |           |     |                |                         |
|              | rapport   |     |                |                         |

### Finale du championnat
| 29 juin 2019 | Green Eagles FC | 0-0 (1-3(t. a. b.)) | ZESCO United FC | National Heroes Stadium |
| 15h00        |                 |                     |                 |                         |
|              | rapport         |                     |                 |                         |

## Bilan de la saison
| Championnat de Zambie de football 2018      |                                       |
| Champion                                    | ZESCO United Football Club (8e titre) |
| Qualifications continentales                |                                       |
| Ligue des champions de la CAF 2019-2020     | ZESCO United Football Club            |
| Ligue des champions de la CAF 2019-2020     | Green Eagles FC                       |
| Coupe de la confédération 2019-2020         | Zanaco FC                             |
| Coupe de la confédération 2019-2020         | Buildcon Ndola                        |
| Promotions et relégations                   |                                       |
| Promus en Championnat de Zambie de football | Kansanshi Dynamos                     |
| Promus en Championnat de Zambie de football | Kabwe Youth Soccer Academy            |
| Relégués en Division One                    | Circuit City                          |
| Relégués en Division One                    | Maestro United Zambia                 |
| Relégués en Division One                    | Prison Leopards                       |
| Relégués en Division One                    | Kitwe United Football Club            |